# Neu-Nagelberg
Neu-Nagelberg ist eine Ortschaft der Gemeinde Brand-Nagelberg im Bezirk Gmünd in Niederösterreich mit 92 Einwohnern (Stand 1. Jänner 2024).

## Geografie
Das vom Gamsbach durchflossene Dorf ist von Wäldern umgeben und befindet sich in unmittelbarer Nähe zur Staatsgrenze nach Tschechien. Im Ort kreuzen sich die Landesstraße L62, die Waldviertler Straße und die Waldviertler Schmalspurbahn, die hier über einen Bahnhof verfügt. Bekannt ist der Neu-Nagelberg auch als Standort der Hans-Czettel-Jugendherberge.
Am 1. April 2020 umfasste die Ortschaft 57 Adressen.

## Geschichte
Im Franziszeischen Kataster von 1823 wird der Ort noch als Neue Hütte bezeichnet.
Um die Wende zum 20. Jahrhundert befand sich im Dorf eine einklassige Volksschule. Das Aufnahmegebäude des Bahnhofes wurde 1900 erbaut. Laut Adressbuch von Österreich waren im Jahr 1938 in Neu-Nagelberg ein Fleischer, zwei Gastwirte und ein Konsumverein ansässig, zudem betrieb die C. Stölzle Söhne AG eine Brauerei, ein Kino, eine Landwirtschaft und die Glasfabrik (siehe Stölzle-Glasgruppe).

## Bevölkerungsentwicklung
Im Jahr 1890 wohnten 499 Einwohner in Neu-Nagelberg. Die Zahl der Einwohner sank danach etwas ab, erreichte jedoch im Jahr 1961 mit 542 Einwohnern einen Höhepunkt. Ab den 1970ern nahm die Bevölkerung kontinuierlich ab. Am 1. Jänner 2024 zählte die Ortschaft 92 Bewohner.
| Jahr          | 1890 | 1900 | 1910 | 1923 | 1934 | 1951 | 1961 | 1971 | 1981  | 1991 | 2001 | 2011 | 2014 | 2015 | 2016 | 2017 | 2018 | 2024 |
| Einwohnerzahl | 499  | 494  | 498  | 460  | 434  | 516  | 542  | 418  | 296   | 228  | 178  | 105  | 105  | 104  | 127  | 130  | 103  | 92   |
| Quelle        |      |      |      |      |      |      |      |      | [ 6 ] |      |      |      |      |      |      |      |      |      |

## Verbauung
Regelmäßiges Reihendorf mit ein- und zweigeschoßigen traufseitigen Arbeiterwohnhäusern aus dem 19. und 20. Jahrhundert.

## Wirtschaft
Neu-Nagelberg war bekannt für seine Glasproduktion. Im Ort befand sich eine Palffysche Glashütte, die 1835 von der Firma Stölzle übernommen und um eine Glasraffinerie ergänzt wurde. Die Glashütte brannte 1936 ab.

## Verkehr
- Der Bahnhof Neu-Nagelberg der Waldviertler Schmalspurbahnen befindet sich beim Ort, liegt aber schon knapp über der Katastralgrenze in Breitensee (Gmünd).